# Viactiv BKK
Die Viactiv BKK (Kurzbezeichnung: Viactiv Krankenkasse; Eigenschreibweise: VIACTIV) ist eine deutsche Betriebskrankenkasse mit Sitz in Bochum. Die Krankenkasse ist als Träger der gesetzlichen Krankenversicherung eine Körperschaft des öffentlichen Rechts mit Selbstverwaltung.

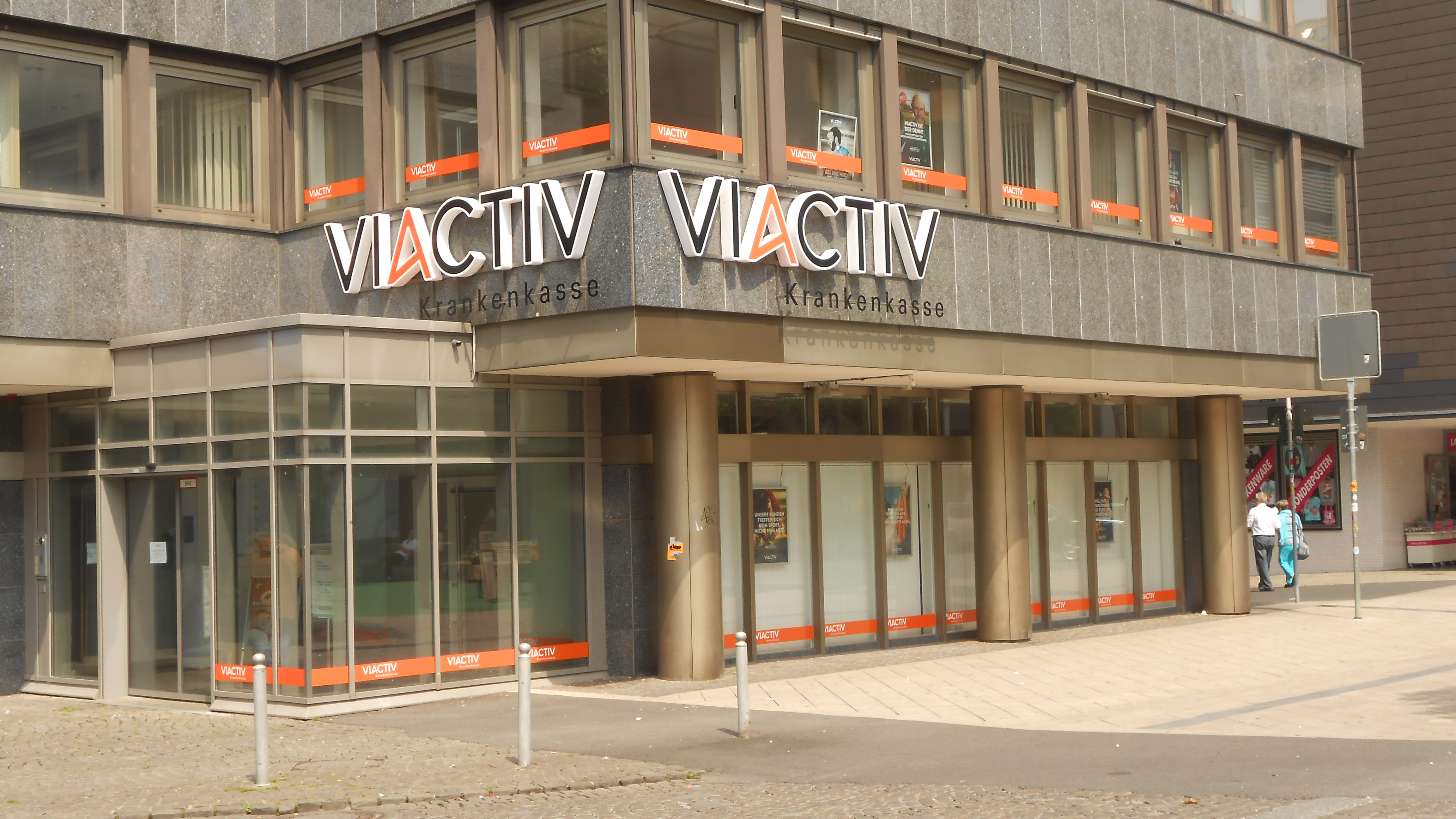
Niederlassung der Viactiv in der Dortmunder Innenstadt

## Beschreibung
Die Viactiv BKK betreut mit etwa 1.500 Mitarbeitern bundesweit an 30 Standorten ca. 700.000 Versicherte und 110.000 Firmenkunden, Vertragspartner und Leistungserbringer.  Hauptsitz ist Bochum (NRW).

## Ursprung
Die Viactiv BKK ist hervorgegangen aus Fusionen der Betriebskrankenkassen der Betriebe Aschendorff, Apetito, Berzelius Metall, Degussa, Geha, Erbslöh AG, Herta, Hülstawerke, Krups, Küppersbusch, Mannesmann, Röhm GmbH, TAKRAF, Zwilling J. A. Henckels, Krupp Hoesch, AEG Hausgeräte, Opel, Gebr. Eickhoff Maschinenfabrik und Eisengießerei, Rütgerswerke, Franz Haniel & Cie., Vossloh, Pilkington.

## Finanzen
Die Viactiv BKK muss seit 2015 einen einkommensabhängigen Zusatzbeitrag vom beitragspflichtigen Einkommen erheben: 0,9 Prozent im Jahr 2015, 1,7 Prozent von 2016 bis März 2019, 1,2 Prozent von April 2019 bis Dezember 2020, 1,6 Prozent von Januar 2021 bis März 2024 und 1,99 Prozent von April 2024 bis Oktober 2024. Zum 1. November 2024 erhöhte die Viactiv BKK den Zusatzbeitrag auf 3,27 Prozent.

## Fusionen/Vorgänger-Krankenkassen

Logo bis 30. September 2015

Zum 1. Januar 2010 ging aus einer Vielzahl von Fusionen die umbenannte Krankenkasse BKK vor Ort hervor, die seit 1. Oktober 2015 den Namen Viactiv BKK trägt. Eine der Vorgängerkassen war die selbst aus zahllosen Fusionen hervorgegangene BKK 2000.

### Fusionen
- 1. Januar 1996: mit der BKK F. A. Kümpers und der BKK Kock
- 1. Januar 1997: mit der BKK Deutsche Babcock AG und der BKK Küppersbusch
- 1. Januar 1998: mit der BKK Thyssen Draht Hamm
- 1. Juli 1998: mit der BKK Schalker Eisenhütte
- 1. Januar 2005: mit der BKK Degussa
- 1. Juli 2007: mit der BKK Krups-Zwilling
- 1. Januar 2008: mit der BKK Mannesmann
- 1. Juli 2009: mit der BKK Aktiv und der BKK Ruhrgebiet
- 1. Januar 2010: mit der BKK Deutsche BP AG
- 1. Oktober 2010: mit der BKK Westfalen-Lippe und BKK N-Ergie
- 1. April 2011: mit der Dräger & Hanse BKK
- 1. Oktober 2012: mit der Betriebskrankenkasse Hoesch
- 1. Juli 2021: mit der BKK Achenbach Buschhütten

Eine Fusion mit der mit dem 31. Dezember 2011 geschlossenen Betriebskrankenkasse für Heilberufe scheiterte im Jahr 2011.

## Sponsoring

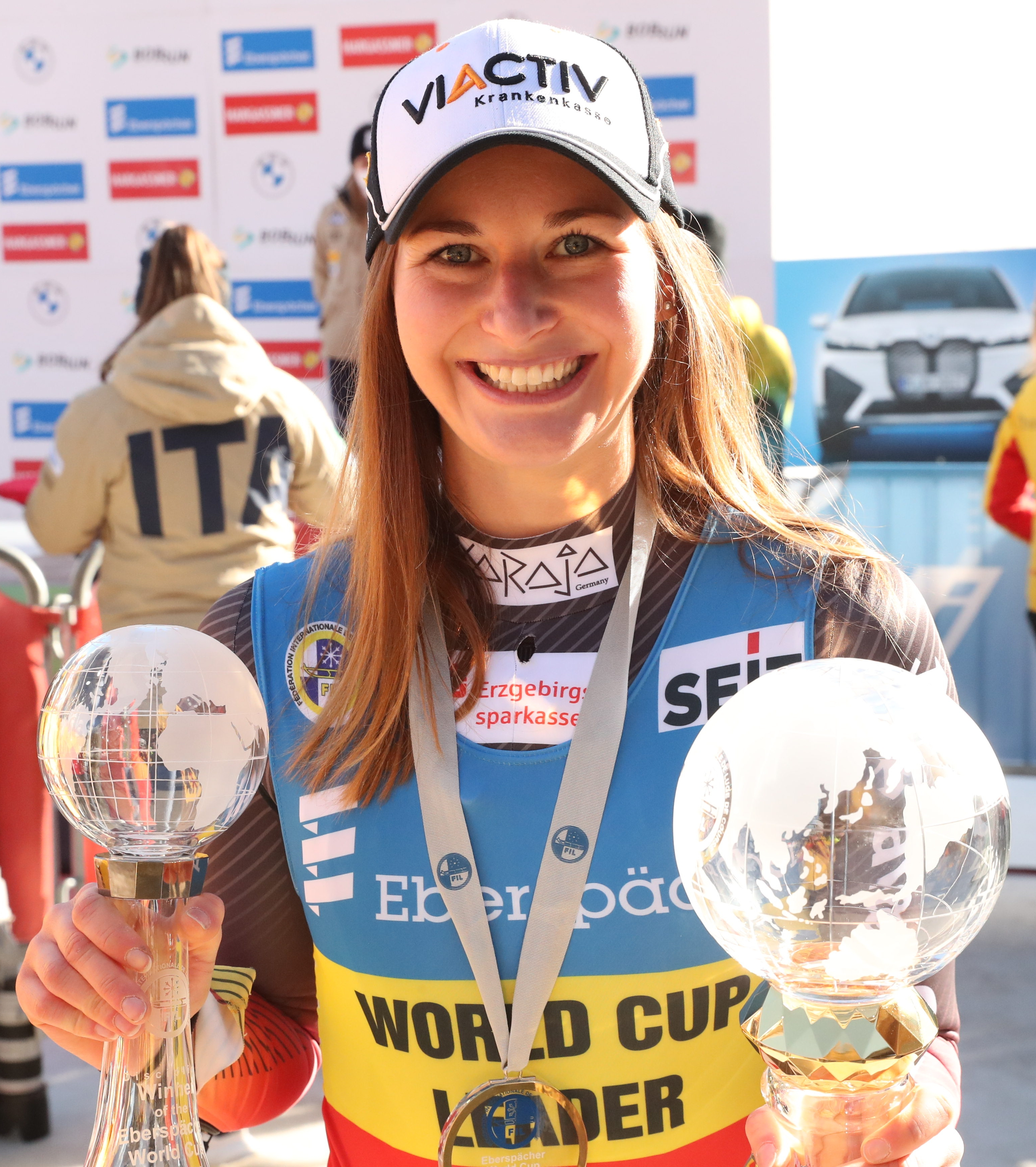
Die deutsche Rennrodlerin Julia Taubitz mit einer Viactiv-Kappe (2022).

Ab der Saison 2017/18 bis zur Saison 2022/23 war die VIACTIV Gesundheitspartner des VfL Bochum. Daneben tritt die VIACTIV auch in anderen Sportarten als Gesundheitspartner in Erscheinung.